# Гніздичівська селищна територіальна громада
Гніздичівська селищна громада — територіальна громада в Україні, в Стрийському районі Львівської області. Адміністративний центр — смт Гніздичів.
Площа громади — 106.0 км², населення — 7220 мешканці (з них міське — 4055, сільське — 3165).
Утворена 9 серпня 2015 року шляхом об'єднання Гніздичівської селищної та Лівчицької, Рудянської сільських рад Жидачівського району.

## Населені пункти
До складу громади входять 1 смт (Гніздичів) і 12 сіл:
- Ганнівці
- Королівка
- Лівчиці
- Покрівці
- Руда
- Воля-Облазницька
- Дунаєць
- Жирівське
- Корнелівка
- Махлинець
- Нове Село
- Облазниця

## Інфраструктура
На території громади працює 6 середніх загальноосвітніх шкіл, зокрема 2 школи I—III ступенів, 2 школи I—II ступенів та 2 школи I ступеня а також 3 дошкільних навчальних закладів. На території громади 6 народних домів та 6 бібліотек, 3 ФАПи, а також Гніздичівська амбулаторія.

## Економіка
Провідні галузі економіки: паперова, вирощування зернових. На території громади працює низка підприємств, при цьому два з них станом на 2015 мали понад 100 робочих місць: ПАФ «Кохавинська ПФ» (300 працівників), ТзОВ «КПК-Агроінвест» (130 працівників).

## Пам'ятки історії та архітектури
На території громади розташовано низку пам'яток архітектури та історії, зокрема:
- Монастир св. Герарда. Кохавино
- Музей гетьмана Івана Виговського
- Палац графа Сторожинського
- Старовинна церква XIX ст. в с. Руда
- Старовинна церква XIX ст. в с. Ганнівці
- Старовинна церква XIX ст. в с. Покрівці